# 서울신창초등학교
서울신창초등학교(서울新倉初等學校)는 대한민국 서울특별시 도봉구에 있는 공립 초등학교이다.

## 학교 연혁
- 1971년 5월 12일 서울신창초등학교 개교(17학급 편성)
- 1980년 8월 31일 신화국민학교 분리(971명)
- 1999년 2월 27일 신화초등학교 아동 분리(175명)
- 2000년 9월 1일 창림초등학교 분리(1118명)
- 2001년 9월 1일 수송초등학교 분리(377명)
- 2001년 12월 10일 학생 전용 식당 개관
- 2002년 4월 24일 북부교육청 제2발명교실 개관
- 2004년 3월 1일 병설유치원(2학급) 개관
- 2005년 9월 1일 제11대 남호경 교장 취임
- 2009년 11월 20일 종합놀이시설 완공
- 2010년 1월 25일 영어전용교실 준공
- 2010년 7월 30일 Wee-클래스 상담교실 준공
- 2012년 5월 1일 학습준비물실 개관
- 2012년 6월 21일 교육복지실 개관
- 2013년 2월 18일 학생식당 준공
- 2015년 4월 13일 스쿨버스 운영
- 2016년 9월 7일 과학실, 급식실 현대화 사업

## 참고 자료
- 서울신창초등학교 - 한국교육학술정보원 학교알리미